# الرضيفات
الرضيفات قرية في ناحية صدد التابعة لمنطقة حمص في محافظة حمص في سورية. تقع شرق الطريق السريع بين حمص ودمشق.